# Lhok Gajah (Ulim)
Lhok Gajah is een bestuurslaag in het regentschap Pidie Jaya van de provincie Atjeh, Indonesië. Lhok Gajah telt 73 inwoners (volkstelling 2010).